# Melithaea haddoni
Melithaea haddoni is een zachte koraalsoort uit de familie Melithaeidae. De koraalsoort komt uit het geslacht Melithaea. Melithaea haddoni werd in 1937 voor het eerst wetenschappelijk beschreven door Hickson. 